# 小衛星序列
小衛星（英語：Minisatellite）或小衛星序列是一段含有約10到60個鹼基對的DNA片段，在人類基因組中約出現在1000個以上的位置。某些小衛星序列含有一個核心序列“GGGCAGGAXG”（X表示任何字母），其他大多則是一股皆嘌呤，另一股皆嘧啶。在人體內，約90%的小衛星序列出現在靠近端粒的位置，端粒本身則主要是串聯重複（tandem repeat）。